# La spada della legge
La spada della legge (Name the Man) è un film muto del 1924 diretto da Victor Sjöström. Il nome di Albert Lewin viene riportato come segretario di edizione.

## Trama
Victor Stowell, figlio del magistrato dell'isola di Man, è fidanzato con Fenella Stanley ma resta coinvolto in una storia con una ragazza del posto, Bessie Collister. Alla morte del padre, Victor ne prende il posto e si trova a dover giudicare Bessie quando questa viene accusata di infanticidio per aver ucciso il suo bambino illegittimo. Al rifiuto della ragazza di rivelare il nome del padre, sia Fenella che Alick, un giovane innamorato di Bessie, arguiscono che il colpevole debba essere Victor. Bessie viene condannata a morte, ma Victor l'aiuta a scappare e a raggiungere Alick. Lui, invece, confessa di essere il padre, accettando di andare in carcere a scontare la sua pena, mentre Fenella lo attende per sposarlo quando lui sarà finalmente libero.

## Produzione
Il film fu prodotto dalla Goldwyn Pictures Corporation.

## Distribuzione
Distribuito dalla Goldwyn-Cosmopolitan Distributing Corporation, il film uscì nelle sale cinematografiche USA il 27 gennaio 1924. In Italia venne distribuito dalla stessa Goldwyn nel 1926. In Germania, il film venne distribuito dall'Universum Film (UFA).